# Sjösa
Sjösa – miejscowość (tätort) w Szwecji, w regionie administracyjnym (län) Södermanland (gmina Nyköping).
Miejscowość położona jest w prowincji historycznej Södermanland, ok. 7 km na północny wschód od centrum Nyköping, przy linii kolejowej Åby (Norrköping) – Nyköping – Järna (Nyköpingsbanan).
W Sjösa znajduje się posiadłość Sjösa gård.
W 2010 r. Sjösa liczyła 483 mieszkańców.